# Adenski zaliv
Ádenski zalív je po jemenskem pristaniškem mestu Aden poimenovano področje Indijskega oceana med Jemnom na jugu Arabskega polotoka ter Somalijo in Džibutijem na Afriškem rogu.  Na severozahodu je skozi Bab el Mandeb pomorski vstop (vrata) v Rdeče morje, medtem ko je sam zaliv del Arabskega morja. Meri 530 000 km2. Glavna pristanišča v zalivu so Aden, Al Mulkalla, Džibuti in Berbera.
Zaliv je velikega strateškega pomena za mednarodno trgovino, saj predstavlja dostop do Sueškega prekopa. Na tem območju deluje več skupin novodobnih piratov z bazami v Somaliji, zato je nevarno za plovbo.